# 세바의 난
세바의 난은 연합 이스라엘 왕국의 다윗 왕 시기 베냐민 지방에서 비크리의 아들 세바가 일으킨 반란이다. 그러나 다윗의 부하 요압의 대규모 진압 작전과 한 여인의 꾀임에 빠져 세바가 살해당하면서 진압되었다.

## 배경
세바가 반란을 일으킬 무렵은 한창 전 이스라엘을 뒤흔들었던 압살롬의 난이 종결된 뒤였다. 다윗은 압살롬의 난이 진압되자 예루살렘으로 내려가 다시 이스라엘을 다스리기 시작했다.
그러자 전 압살롬이 반란을 일으킬 때 그를 지지했던 베냐민 지방의 이스라엘 사람들은 이에 불만을 품었고 비크리의 아들 세바가 이스라엘 사람들을 설득하여 반란을 일으켰다.

## 전투 과정

### 진압 부대의 출동과 아마사의 암살
베냐민 지역에서 반란이 일어나자 다윗은 전 압살롬의 난에서 초기 대응을 제대로 하지 못한 것을 예로 들어 부하 장수 요압과 그의 동생 아비사이, 이트라의 아들 아마사를 출동시켜 강경 진압을 했다.
요압은 크렛족과 펠렛족의 용사들도 이끌고 세바를 쫓아 기브온에 주둔했다. 그곳에는 요압과 합류하기 위해 군대를 이끌고 왔던 아마사도 있었는데 요압을 만난 아마사는 큰 바위 곁으로 갔다. 그러나 그곳에서 요압의 칼에 배를 찔려 살해당하고 말았다.
아마사가 죽자 요압은 아마사의 군사를 흡수하고 계속 세바를 뒤쫓았다.

### 한 여인의 지혜
요압은 세바의 근거지 아벨 벳 마아카를 포위하고 공격 축대를 쌓았으며 군사들도 모두 성벽을 허물기 시작했다. 그때 한 지혜로운 여인이 요압에게로 와 말했다.
"옛적에 사람들은 '아벨에 물어보아야 한다.' 하면서 문제를 해결하였습니다. 저는 이스라엘의 평화롭고 성실한 이들 가운데 하나입니다. 그런데 장군님께서는 지금 이스라엘에서 어머니 같은 성읍을 멸망시키려고 하십니다. 어찌하여 주님의 상속 재산을 삼키려고 하십니까?"
그러자 요압이 이에 대해 대답했다. "결코 그러지 않을 것이오. 나는 맹세코 이곳으 삼키거나 파괴하지 않을 것이오. 에프라임 산악 지방 출신으로 비크리의 아들 세바라는 사람이 다윗 임금님께 반기를 들었소. 여러분이 그자만 넘겨주면 나는 이 성읍에서 물러가겠소."
이에 여인은 성읍 사람들을 지혜롭게 설득해 세바를 살해하게 했다. 그리고 그의 목을 요압에게로 던졌다.
이로써 세바가 다윗에 일으켰던 반란은 허무하게 종결되었으며 요압이 나팔을 불자 군사들을 성읍을 나와 흩어져 제집으로 돌아가고 요압도 예루살렘으로 돌아갔다.